# ブルーボトルコーヒー

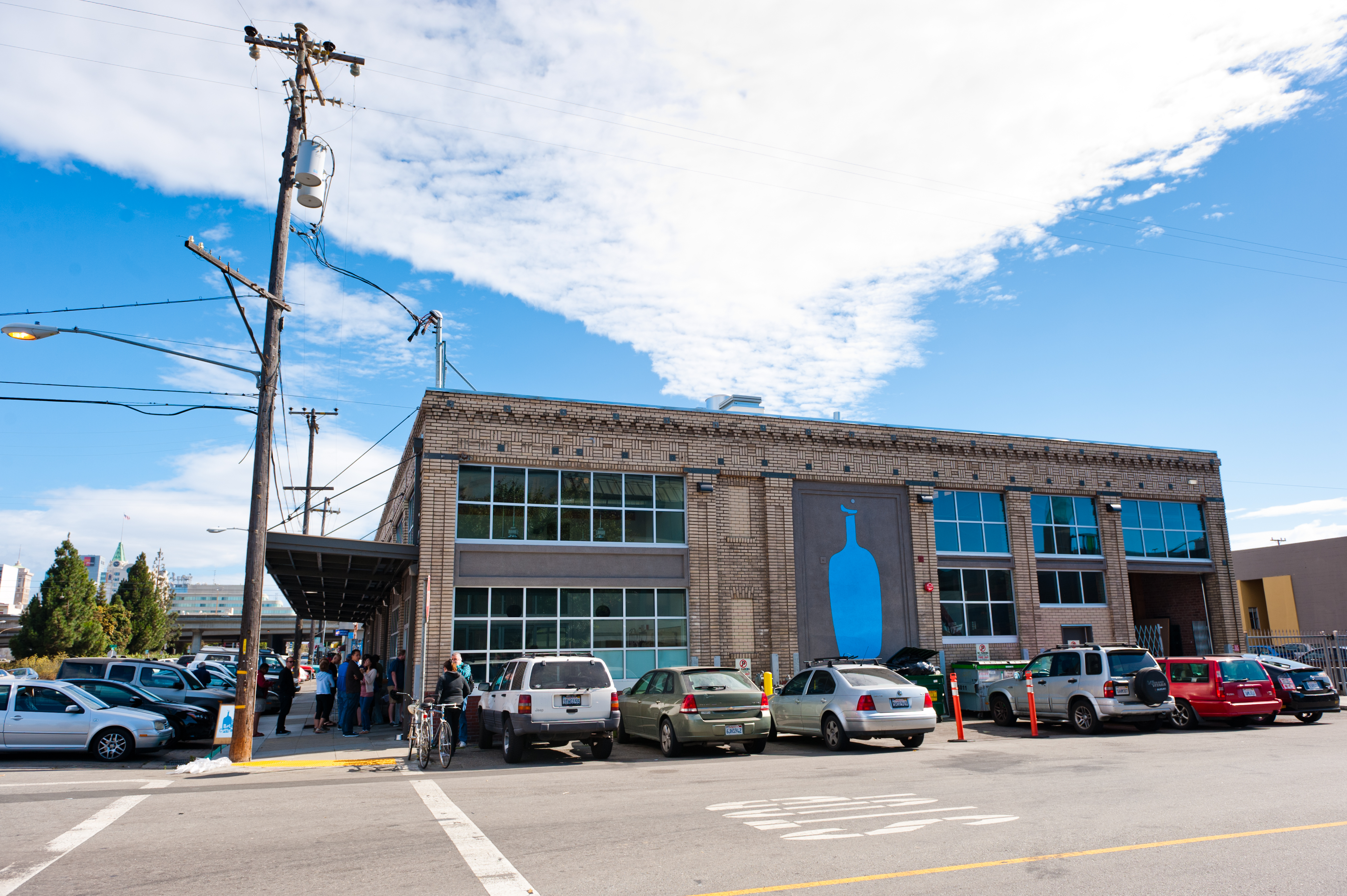
オークランドにあるブルーボトルの店舗

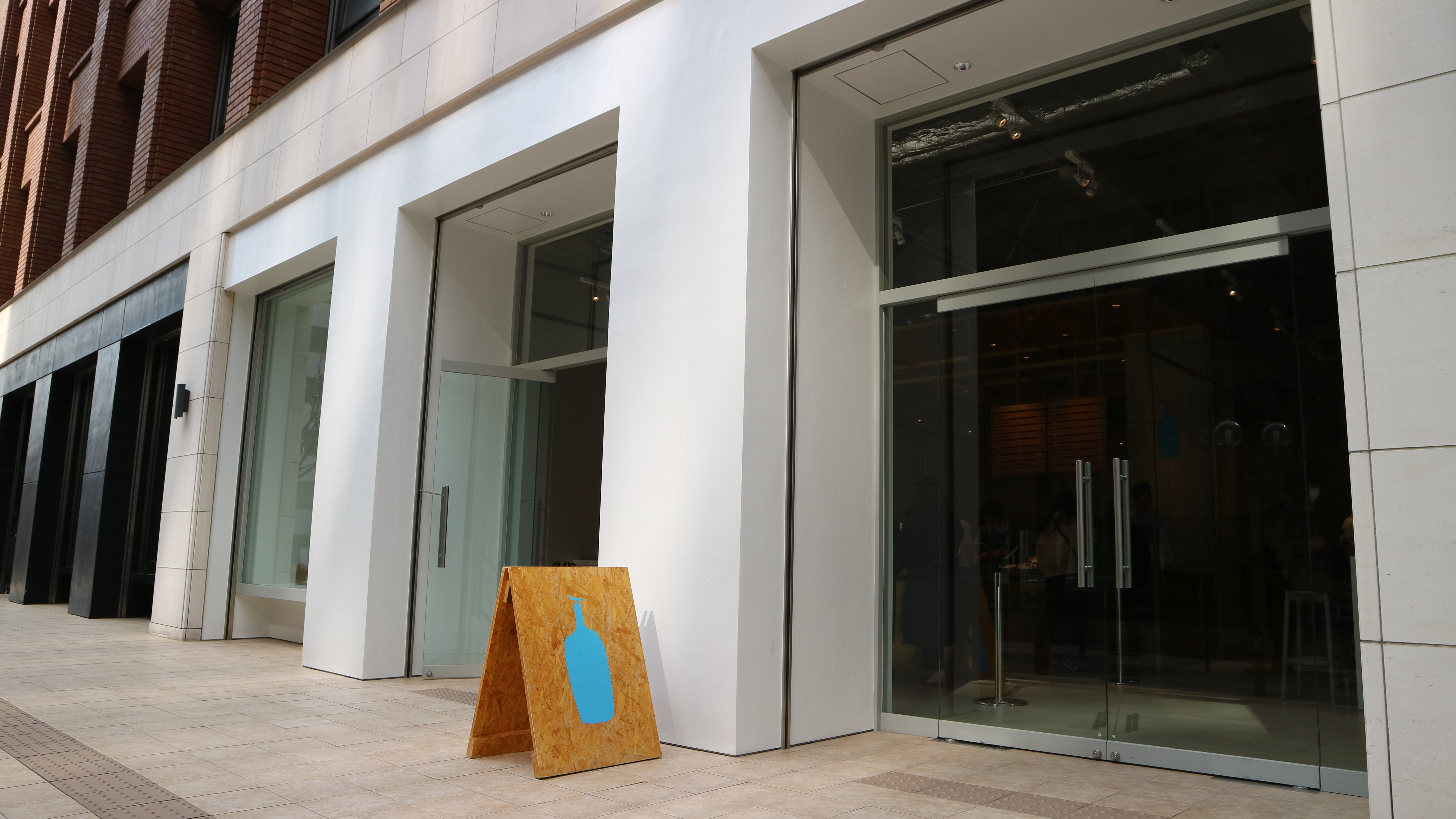
BLUE BOTTLE KOBE CAFE

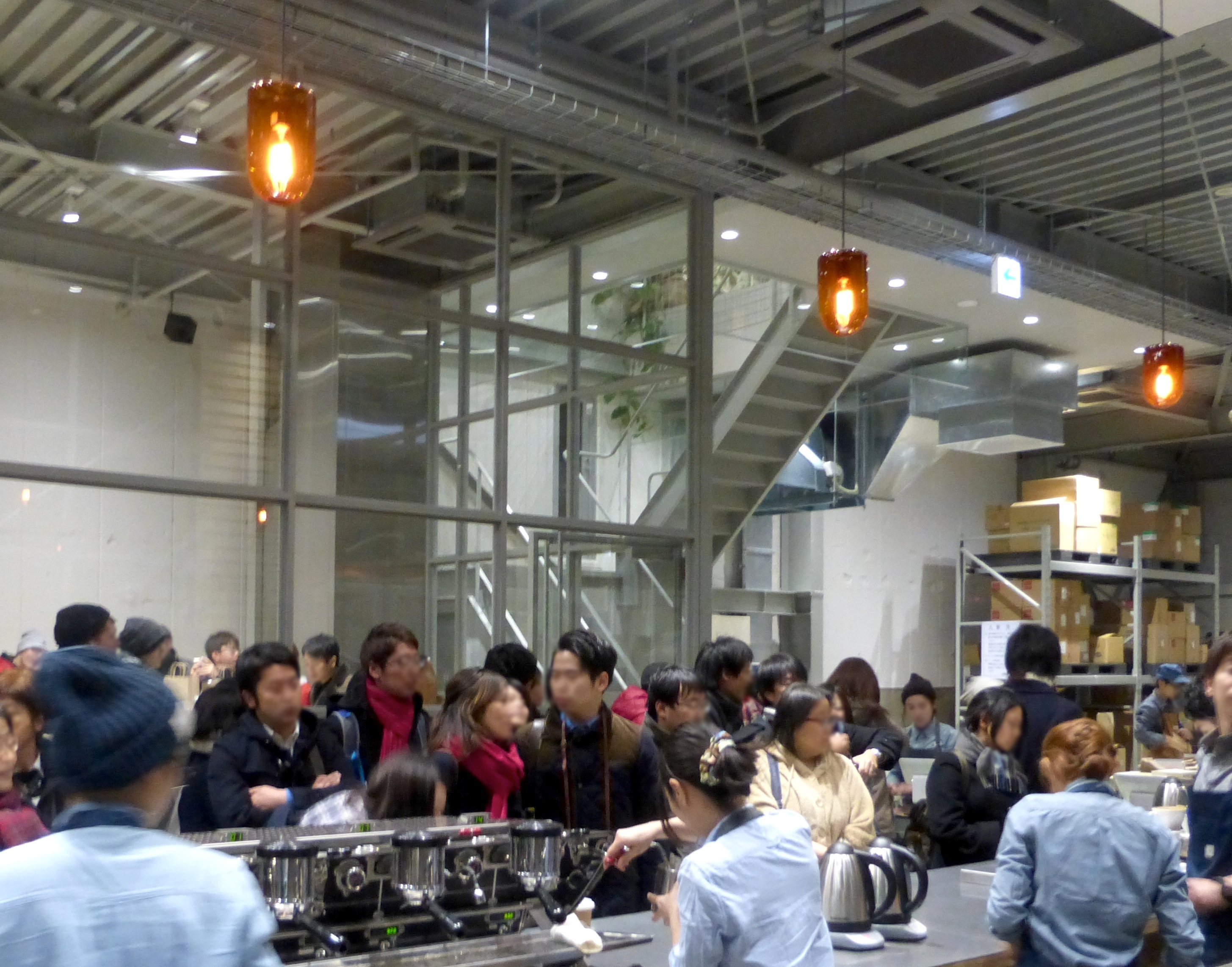
ブルーボトルコーヒーの日本第１号店である清澄白河ロースタリー&カフェ

ブルーボトルコーヒー（英語: Blue Bottle Coffee, Inc.）は、アメリカ合衆国カリフォルニア州オークランドに本社を構えるコーヒー製造販売企業である。サードウェーブコーヒーの代表格とみなされている。ネスレのグループ企業の一つ。
注文を受けてから豆をひき、バリスタの手で一杯ずつドリップして提供するのが特徴。創業者が米紙に語るところによれば「日本のコーヒー文化に大きな影響を受けた」という。店舗では日本製のコーヒードリッパーやケトルなども用いられている。また、もともとコーヒーを冷やして飲む習慣がなかった米国で、「京都/Oji」という名のアイスコーヒーをメニューに加えた。
米国のカフェではコルタードコーヒーである「ジブラルタル」といったオフメニューアイテムも用意されている。このジブラルタルは日本のカフェでも提供されている。サンフランシスコを拠点とする競合コーヒー企業にはフォーバレルコーヒー、リチュアル・コーヒー・ロースターズがある。

## 沿革
オークランドで創業後、他地域に拡大しており、フェリービルやサンフランシスコ近代美術館屋上庭園などサンフランシスコ各地にカフェを出店した。2010年、ニューヨークに初出店した。
2012年、かつて独立系コーヒー企業であったスタンプタウン・コーヒー・ロースターズ等と同様の道を歩み、ベンチャーキャピタルから2000万ドルを調達した。
2015年4月には、サンフランシスコを本拠とするベーカリーチェーンの「TARTINE BAKERY & CAFE」を買収し傘下に収めた。
2017年9月、スイスの食品・飲料会社ネスレが株式の68％を買収し、同社のグループ企業となった。

## 日本での展開
2015年2月6日にはアメリカ国外初の直営店舗として日本の東京都江東区平野（清澄白河駅付近）に「清澄白河ロースタリー&カフェ」を開店した。なお、この店舗の進出以前にも、東京都渋谷区宇田川町の西武百貨店渋谷店モヴィータ館地下のオープニングセレモニー内に2009年10月23日に開店したカフェ「POTLUCK」（ポットラック）で「ブルーボトルコーヒー」のコーヒー豆を使用したコーヒーが提供されていたが、このカフェは1年後に閉店している。
2019年1月時点で、日本国内では16店舗が営業している。
2021年9月17日に、前橋市の白井屋ホテルにカフェをオープンした。
2022年1月時点で、日本国内では２４店舗を運営している。
2022年3月からは「ブルーボトル コーヒートラック」の継続的な運営を開始している。
2023年3月31日に、京都市に予約制のコーヒーコースを提供する「BLUE BOTTLE STUDIO - KYOTO -」（ブルーボトルスタジオ キョウト）を開店した。
2024年2月9日に、ブルーボトルコーヒー 福岡天神カフェとして福岡市中央区警固神社新社務所ビル1階（店内／73席、屋外／18席）にグランドオープンしている。

## 日本・米国以外での展開
2019年5月3日には海外店舗としては二番目の進出国で韓国のソウル市城東(ソンドン)区聖水(ソンス)(ソウル地下鉄2号線トゥソム駅1番口)に韓国1号店をオープンした。
2020年4月に香港では１店舗目となるカフェをオープンした。
2022年2月に上海に中国国内初のカフェをオープンした。